# Девојачка кула (Баку)
Девојачка кула (азер. Qız Qalası) споменик је из 12. века у Старом граду, Баку, Азербејџан. Заједно са Ширваншах палатом из 15. века, чини групу историјских споменика на УНЕСКО-вој листи Светске баштине треће категорије. Они чине једно од највећих азербејџанских културних знаменитости. У девојачкој кули се налази музеј који представља историју града Бакуа. Поглед са врха куле сеже до улица и минарета у старом граду, Баку булевара, куће Шарла де Гола, као и панораме Бакинског залива. Однедавно, врх куле је био осветљен ноћу током фестивала Новруз.
Девојачка кула је легендарно здање и светски позната атракција у Бакуу. Обавијена је велом тајни и легенди које су укорењене у историју Азербејџана и националне културе. Неки од ових митова постали су инспирација за балет и позоришне представе. Балетска изведба Девојачка кула ја светски признат азербејџански балет који је осмислио Афрасијаб Бадалбејли 1940. године.
Након опадања нивоа Каспијског мора, издигао се комад стене. Ова земља је развијана између 9. и 15. века, када су изграђене зидине старог града, палате и високи бастион Девојачке куле.

## Историја
Неки научни извори наводе да је Девојачка кула типичан пример зороастризма и преисламске архитектуре у Ирану и Азербејџану. Давуд А. Ахундов прилаже археолошке и архитектонске доказе који сведоче да је Девојачка кула Зороастријански храм ватре, који је имао 7 ватрених отвора на врху куле. Зороастријанци су веровали да постоји 7 нивоа, или 7 небеских сводова на путу до раја.
Давуд А. Ахундов и Хасан Хасанов су датирали кулу-храм на 8. или 7. век пре н. е.
Девојачка кула која се налази у југоисточном делу старог града у Бакуу, окружена је мистеријама и легендарном историјом који се могу поделити у два периода. Ово подручје је испрва било насељено у палеолиту.
Сара Ашурбејли, истакнута историчарка и експерт за историју Бакуа, израчунала је да је темељ куле, који се протеже 15  у дубину заједно са прва три спрата изнад земље, првобитно изграђен између 4. и 6. века нове ере. Уједно је указала на јасну разлику између камена коришћеног за изградњу куле, и камена којим је изграђен град око ње. Овај закључак је делимично потврђен од стране историчара Бретаницкија који је забележио да је кула грађена од 5. до 6. века, а затим дограђена у 12. веку. Сматра се да је ово налазиште првобитно коришћено као зороастријски храм током владавине Сасанида.
Запис на јужном зиду на 14  изнад земље исписан куфским писмом помиње Кубеја Масуда ибн Давуда, архитекту који је градио током 12. века; он је отац архитекте који је изградио Кружну кулу у Мардакану. Међутим, за разлику од куле у Мардакану, натпис не потврђује да је он био архитекта, иако се стручна заједница претежно слаже да већина куле потиче из 12. века. Професор Ахмадов верује да је кула имала улогу астрономске опсерваторије из времена ове реконструкције, услед чињенице да 30 камених избочина на доњем делу куле и 31 избочина на горњем делу могу бити повезане са данима у месецу.
Према модерним археолошким ископавањима, изведеним 1962/63 на приземном делу, кула је изграђена на великој стени која се нагиње ка мору, а структура подножја главне куле обезбеђује стабилност конструкције. Даља истраживања су такође открила 14  високе дрвене носаче у темељима куле. Овај додатак се сматра дизајном ради отпора на земљотрес. Такође се процењује да је цилиндричан облик куле са 5  широким зидовима који на врху достижу 4  ширин, омогућио чврсту основу због које је кула преживела вековима. Стручњаци још помињу да је кула изграђена одједном, а не у различитим раздобљима, како су ранији учењаци веровали.
Кула и друге зидане структуре које су сада под заштитом УНЕСКО-а, ојачане су током руске власти 1806. године и опстале су.
Девојачка кула је представљена на предњој страни азербејџанских новчаница у вредности од 1 до 250 маната у раздобљу од 1992 до 2006, као и на новчаници од 10 маната која је у употреби од 2006, као и на задњој страни кованице од 5 азербејџанских копека која је у оптицају од 2006.

## Легенде и мистерије
Постоји велики број мистерија и легенди које окружују Девојачку кулу. Међутим, главна мистерија је дизајн и сврха куле. Поред тога, постоји око 20 других легенди, а већина њих је везана за исламски и средњовековни период историје Бакуа. Али неке друге су дубоко укорењене у зороастријанску и преисламску историју Азербејџана, религију и културу. Вероватно најпознатија је она о девици са косом боје ватре која је спасила народ Бакуа из ропства. Ова прича показује испреплетаност са азербејџанским зороастријским веровањима и културом која је опстала до модерних дана.

### Легенда о девици ватрене косе
Некада давно, уздизала се древна тврђава у Бакуу. Та тврђава је имала кулу-храм ватре. У древна времена, непријатељи окружише утврђени град и наредише народу Бакуа да се преда, али они одлучно одбише. Тад непријатељи покренуше жестоку опсаду, како би тврђаву сравнили, а све становнике у робље отерали. Многи бранитељи изгубише своје животе бранећи град од насртаја. За то време, непријатељски вођа нареди да се обустави снабдевање града водом. И сви унутар тврђаве бејаху страшно жедни. Без хране и воде, окружени крвљу и смрћу. Врховни мудраци, заједно са другим свештеницима, молише се Светој Ватри унутар куле-храма, преклињући Премудрог Господара, да помогне свом народу. Молише се дан и ноћ уз молитве Ахури Мазди да спасе њихове животе и отера непријатеље од града. Коначно, Он зачу њихове вапаје, и следећег дана људи видеше велики комад Свете Ватре како пада са врха Храма Ватре. Прелепа девојка појави се из ватре. Имала је дугу косу боје огња. Народ паде ничице и поче срицати молитве њој. Она узвикну: „Не брините! Нудим вам помоћ и заштиту. Дајте ми шлем и мач. Непријатељ не сме видети моје власи, отворите капије града!” За то време, непријатељски вођа чекао је пред тврђавом на борбу прса у прса. Ако би представник града победио, непријатељска војска би се повукла. Али ако он победи, заробиће тврђаву и сви преживели становници постаће робови. Отворише се врата на тврђави и вођа угледа једног пахлевана који се запути у његовом правцу. Тад започе тешка борба. Бог спусти свој благослов и градски пахлеван збаци свог непријатеља с коња и прислони му нож под грло. Утом непријатељски вођа узвикну: „Победио си! Ко си ти? Скини свој шлем! Желим да ти видим лице, пахлеване!” Кад скиде шлем, пред њим се указа лице прелепе девојке са дугом косом боје ватре. Он уздахну: „Ох, ти си женско! Ти си храбра и лепа девојка! Ако су девојке Бакуа толико храбре, ја никад нећу успети да га освојим! Не убиј ме, лепотице!” Он се заљубио у њену храброст и лепоту и питао је да се уда за њега. Наравно да га девица није убила, јер се и она заљубила у његову искреност. Стога, непријатељи нису освојили Баку, а грађани су кулу назвали Девојачка кула њој у част.

### Настанак имена Девојачке куле
Махир Халифа-заде верује да је тешко пронаћи историјско објашњење, као ни археолошки или писани доказ због којег је кула названа Девојачком кулом. Велики број историчара верује да епитет „девојачка” указује на чињеницу да кула није уништена од стране непријатеља, те да (са верског становишта) није укаљана или дотакнута, и остаје храм-кула „девица” Зороастријанског Бога, Ахуре Мазде.

## Архитектура
Ова кула је описана као највеличанственији и најмистичнији споменик у Бакуу, изграђена на темељима од чврсте стене, и на самој обали мора показује спој арапског, персијског и османског утицаја.
Кула је цилиндрична осмоспратница која се уздиже до висине од 29,5 m са пречником основе од 16,5 m. Процењује се да унутрашњост куле може примити до 200 особа. Дуги једнострани испуст главне куле гледа ка истоку, и тачно је окренуто ка изласку сунца у доба равнодневнице, што доводи до закључка да је изграђена као Астрономска кула; док је потпора окренута ка истоку, капија којом се стиже до куле води на југозапад. Сваки спрат на кули има благо заобљен свод, камену куполу која има отвор на средини. Дебљина зидова варира од 5 m на дну до 4,2 m на врху куле. Сви спратови су повезани степеништем које је наслоњено на кружни зид, а осветљено уским прозорима (нишама) који се шире ка унутра.

### Бунар
Још једна важна грађевина у кули је бунар за воду пречника 0,7 m, дубине од 21 m; Главни приступ је на другом спрату куле, али је откривен још један у приземљу, од стране археолога Абаса Исламова, током новијих проучавања куле. Овај бунар се сматра резервоаром за прикупљање кишнице, а вода у њему је чиста и свежа, упркос чињеници да се налази на обали мора. Керамичке цеви пречника 30 cm које се могу видети око ниша на кули воде ка бунару и допремају кишницу до њега.

## Рестаурација
Након што је цео комплекс проглашен за културно добро под заштитом УНЕСКО-а, ово подручје је 2000. године било погођено земљотресом који је објектима нанео штету. Приметивши да не постоји интерес државних институција да адекватно рестаурирају ово културно добро, УНЕСКО је цео комплекс уврстио на Списак угрожених места Светске баштине у периоду од 2004. до 2009. са коментаром: Губитак аутентичности изазван делимично услед земљотреса 2000. године, а делом притисцима урбаног развоја. Међутим, када су одговорне власти усвојиле План конзервације и осигурале извођење адекватне рестаурације и управљање овим локалитетом, УНЕСКО је 2009. године уклонио статус угроженог места.